# Euphorbia pallens
Euphorbia pallens là một loài thực vật có hoa trong họ Đại kích. Loài này được Dillwyn mô tả khoa học đầu tiên năm 1839.